# نقطة الجنوبية

النقاط القصوى في البر الرئيسي لأستراليا

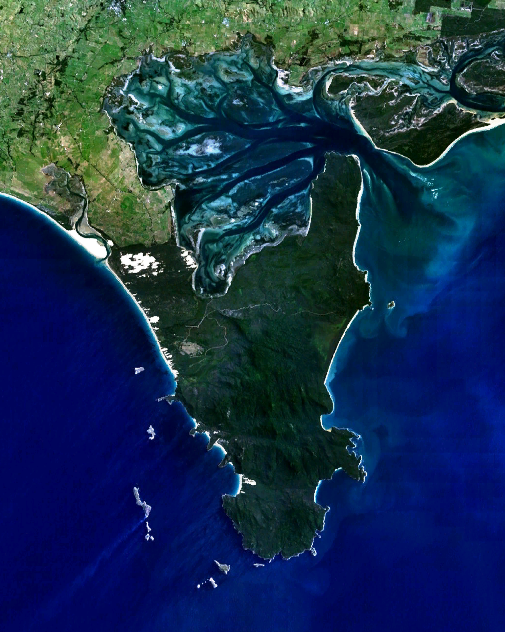
ويلسون رعن مع نقطة جنوب في القاع

ساوث بوينت بالإنجليزية هي أقصى نقطة في جنوب البر الرئيسي الأسترالي. يقع على طرف Wilsons Promontory في ولاية فيكتوريا وهو جزء من حديقة Wilsons Promontory الوطنية.